# Heinz Albrecht
Heinz Albrecht (* 22. März 1935 in Lugau) ist ein ehemaliger SED-Funktionär. Nachdem Albrecht seit 1971 Mitglied der SED-Bezirksleitung Berlin war, löste er im November 1989 Günter Schabowski als 1. Sekretär der SED-Bezirksleitung Berlin ab. Überdies war er von 1971 bis 1976 und nochmals ab November 1989 bis März 1990 Abgeordneter der Volkskammer.

## Leben
Albrecht, Sohn eines Bauarbeiters, absolvierte nach der Volksschule zunächst von September 1949 bis Juli 1951 eine Lehre als Werkzeugmaschinenschlosser im RAW Wilhelm Pieck Chemnitz, in dem er anschließend noch bis Juni 1952 als Schlosser tätig war. Nach der Lehre wurde er 1951 Kandidat der SED, in welche er 1953 aufgenommen wurde. Im Sommer 1952 ging Albrecht nach Berlin, wo er bis zum August 1953 im Zentralrat der FDJ als Mitarbeiter tätig war. Anschließend wurde er zu einem Studium der Industrieökonomik an die Hochschule für Ökonomie in Berlin-Karlshorst delegiert, welches er im Juni 1957 als Diplom-Wirtschaftler abschloss. Die dafür notwendige Hochschulreife hatte sich Albrecht seit 1950 an Abendkursen in Volkshochschulen erworben.
Im Anschluss an das Studium wurde er zunächst im VEB Schleifmaschinenwerk Berlin eingesetzt, wo er von September 1957 bis Dezember 1958 als Betriebsassistent und von 1959 bis März 1960 als kaufmännischer Direktor tätig war. Gleichzeitig begann Albrecht ab September 1959 noch ein Fernstudium an der Ingenieurschule für Maschinenbau und  Elektrotechnik, welches er im Juni 1964 als Ingenieur für Maschinenbau abschloss. Im April 1960 wechselte Albrecht im Schleifmaschinenwerk in die Parteiebene, er übernahm als Parteisekretär die Leitung der Betriebsparteiorganisation. Als im Januar 1963 das Schleifmaschinenwerk mit dem VEB Berliner Werkzeugmaschinenfabrik vereinigt wurde, blieb Albrecht noch bis zum August 1963 stellvertretender Parteisekretär des Gesamtwerkes.
Anschließend wechselte Albrecht von Köpenick nach Weißensee zum Schwerpunktbetrieb VEB Großdrehmaschinenbau "7. Oktober", wo er bis zum September 1965 als Sekretär die dortige Betriebsparteiorganisation leitete. In dieser Zeit machte er auch erstmals republikweit von sich reden, als er in mehreren längeren Beiträgen im SED-Zentralorgan Neues Deutschland zu Wort kam. Im Herbst 1965 wurde Albrecht mit 30 Jahren zum Werkdirektor des VEB Kühlautomat Johannisthal ernannt. Dies kam insoweit nicht überraschend, als durch die Einführung des NÖSPL vor allem jungen Fachleuten und nicht mehr Parteiarbeitern mehr Verantwortung in der Wirtschaft übertragen wurde. Neben dem DDR-weit einzigartigen Hauptproduktionsbereich Schiffskälteanlagen stellte der Betrieb auch Kühlmöbel her, dieser Bereich wurde aber bis dahin vernachlässigt. Unter Albrecht gelang es zumindest zeitweilig, in diesem Segment wesentlich höhere Absatzzahlen zu erreichen. Darüber hinaus war das Werk in diesen Jahren Zulieferer für die Fang- und Gefriertrawlerserie Atlantik, von der die meisten Einheiten in die Sowjetunion geliefert wurden. Damit stand der Betrieb stetig im Fokus der Partei- und Staatsführung und fühlte sich auch immer wieder zu besonderen Wettbewerbsverpflichtungen genötigt.
Nachdem das NÖSPL bereits Ende der 1960er Jahre auf zunehmenden Widerstand innerhalb eines Teils der SED-Führung stieß, allen voran SED-Wirtschaftssekretär Günter Mittag, wurde es zunehmend zurückgefahren. Da man aber auf die Erfahrungen des Praktikers Albrecht nicht verzichten wollte, wechselte er im Frühjahr 1970 in die Berliner Magistratsverwaltung, in der er am 20. Mai 1970 von der Berliner Stadtverordnetenversammlung zum Mitglied des Berliner Magistrats und Vorsitzenden des Bezirkswirtschaftsrates gewählt wurde. Im Mai 1971 folgte die Wahl Albrechts in das Sekretariat der SED-Bezirksleitung Berlin, dem er zunächst qua Amt angehörte. In diesem Sekretariat saß Albrecht mit Funktionären wie dem Berliner Oberbürgermeister Herbert Fechner, dem 1. Sekretär Konrad Naumann oder dem ZK-Mitglied Roland Bauer in einer Runde. Ab November 1971 war er Mitglied der Berliner Stadtverordnetenversammlung, auf deren konstituierenden Tagung Albrecht am 24. November 1971 erneut in den Berliner Magistrat und als Vorsitzender des Bezirkswirtschaftsrates gewählt wurde. Damit war er gleichzeitig einer von sieben Stellvertretern des Ost-Berliner Oberbürgermeisters. Mit 36 Jahren war Albrecht zu dieser Zeit das jüngste Magistratsmitglied. Darüber hinaus entsandte der Berliner Magistrat ihn auch als Berliner Vertreter in die 6. Volkskammer.
Während seiner Zeit im Berliner Magistrat delegierte die SED Albrecht zum Besuch der Parteihochschule des ZK der KPdSU, den er von April 1972 bis August 1973 absolvierte. Im Februar 1974 wurde Albrecht erneut als Mitglied des Sekretariats der SED-Bezirksleitung Berlin bestätigt. Anderthalb Jahre später wechselte Albrecht gänzlich in die SED-Bezirksleitung. Sein Nachfolger als Vorsitzender des Berliner Bezirkswirtschaftsrates wurde Walter Scholz. Albrecht übernahm als Nachfolger von Ernst Stein nun innerhalb der SED-Bezirksleitung die Bereiche Landwirtschaft, Örtliche Versorgungswirtschaft, Handel, Verkehr und Stadttechnik, kurzum alles Bereiche, die für die Versorgung der Berliner Bevölkerung mit Waren und Medien wie Wasser und Strom zuständig waren. Damit setzte Albrecht auf Parteiebene fort, wo er auf kommunaler Eben aufgehört hatte. Als 1984 dem Sekretär für Wirtschaft innerhalb der Bezirksleitung Gerhard Nitzschke von ärztlicher Seite dringend geraten wurde, sich von seiner Funktion entbinden zu lassen, wurde Albrecht zu seinem Nachfolger ernannt. In dieser Position verblieb Albrecht bis zum November 1989.
Als auf der 10. Tagung des ZK der SED am 8. November 1989 der 1. Sekretär der SED-Bezirksleitung Berlin und Politbüromitglied Günter Schabowski wieder in das Politbüro und das Sekretariat gewählt wurde, wählte die SED-Bezirksleitung daraufhin am 14. November 1989 einen neuen 1. Sekretär, da Schabowski sich von diesem Amt entbinden ließ. Albrecht galt parteiintern als Hoffnungsträger, zum einen wegen seines verhältnismäßig jungen Alters von 54 Jahren im Gegensatz zu der vorherigen greisen Politbüroriege und zum anderen durch seine fehlende Verquickung mit der obersten Parteispitze. Albrecht hatte weder jemals höhere Funktionen in der FDJ innegehabt noch war er Kandidat oder Mitglied des ZK gewesen. Am 17. November 1989 rückte Albrecht außerdem noch in seiner Funktion als Nachfolgekandidat der Volkskammer auf Empfehlung der SED-Fraktion, die am 16. November 1989 getagt hatte, in die Volkskammer nach. Am 18. Januar 1990 rückte er für Käte Niederkirchner als SED-Vertreter sogar ins Volkskammerpräsidium nach, da Niederkirchner den Stellvertreter Werner Jarowinsky ablöste. Parteiintern gehörte Albrecht einer Arbeitsgruppe unter dem Vorsitz von Herbert Kroker an, die nach dem Rücktritt des ZK der SED am 3. Dezember 1989 den Sonderparteitag der SED vorbereitete. Auf diesem wurde Albrecht in den Vorstand der SED-PDS gewählt. Ende Januar 1990 regte Albrecht auf einer Sitzung des Berliner Bezirksvorstandes der SED-PDS an, dass auf der für den 11. Februar 1990 einberufenen Bezirksdelegiertenkonferenz kein Präsidiumsmitglied mehr kandidieren sollte, welches vor November 1989 Mitglied des Sekretariats der SED-Bezirksleitung war. Als Albrechts Nachfolger wurde auf dieser Konferenz Wolfram Adolphi gewählt.
Auf dem 1. Parteitag der sich nun PDS nennenden Partei trat Albrecht auch nicht wieder zur Wahl für ein Amt an. In der Folge widmete er sich neuen Tätigkeiten. Am 31. Juli 1990 wurde im Handelsregister des Stadtbezirksgerichtes Berlin-Mitte die Autohaus Central CmbH mit einem Stammkapital von 150.000 DM eingetragen. Als Geschäftsführer wurde im Gesellschaftervertrag vom 31. Mai 1990 unter anderem Heinz Albrecht bestellt. Diese Firma gründete sich auf dem Gelände des ehemaligen Fuhrparks des ZK der SED. In dieser Firma blieb Albrecht bis zum Dezember 1992 Geschäftsführer. Ab April 1992 arbeitete er zudem in der Dr. Herrmann-Gruppe, einem Bus- und Fahrschulunternehmen, welches 1990 von Richard Herrmann gegründet worden war. Zu Beginn des Jahres 1993 übernahm die Herrmann-Gruppe die Firma von Albrecht. Albrecht war noch bis 2001 in dieser Firma tätig und ging dann in Rente.

## Ehrungen
- 1974 Vaterländischer Verdienstorden in Bronze,[13] 1978 in Silber und 1985 in Gold